# Найкращі бомбардири чемпіонату СРСР з футболу
Ця стаття — статистичний огляд досягнень найкращих бомбардирів чемпіонату Радянського Союзу за весь час його існування (1936—1991). Найрезультативнішим гравцем цього турніру є київський «динамівець» Олег Блохін — 211 голів. Він п'ять сезонів очолював списки найкращих бомбардирів, що також є рекордним показником. Найбільше голів за сезон забив гравець «Дніпра» Олег Протасов (35). Найкращий результат в одному матчі — 5 голів, його показали шість футболістів.

## За сезон
В останньому турі першого турніра московський «динамівець» Михайло Семичастний відзначився трьома забитими м'ячами у ворота «армійської команди». Він став автором першого «хет-трика» в історії чемпіонатів СРСР і обійшов у бомбардирських перегонах на один пункт своїх одноклабників Василя Павлова і Василя Смірнова.
Павлов і Смірнов також забивали у тому матчі, а «Динамо», яке достроково здобуло перше місце, пройшло змагання без жодних втрат (шість перемог у шести іграх).
У Радянському Союзі 30-х років вважали індивідуальні досягнення проявом «буржуазного спорту» і здебільшого обмежувалися фіксацією остаточних результатів матчів. Єдиним центральним профільним виданням тоді була газета «Червоний спорт». Але окрім футбола, там висвітлювали всі види спорту і на все було замало місця. Також перебіг футбольного чемпіонату висвітлювався у «Комсомольській правді» і регіональній пресі. Ці чинники сприяли винекненню «білих плям» у футбольній статистиці. Зокрема, неоднозначною є ситуація з кращим бомбардиром першості 1938 року. Достеменно відомо, що троє гравців забили по 19 голів: Макар Гончаренко («Динамо» Київ), Григорій Федотов (ЦБЧА) і Олександр Пономарьов («Трактор» Сталінград). Існують версії, що Гончаренко і Федотов відзначилися 20 забитими м'ячами. Для киянина є неоднозначною кількість голів у домашньому матчі 18 травня проти ленінградського «Спартака». За дві хвилини до завершення першого тайму Павло Корнілов проходить по правому краю і б'є у верхню перекладину, м'яч повертається у поле. За однією версією захисник «Спартака» забиває у власні ворота, за іншою — відзначається. Статистик радянського футболу Аксель Вартанян зазначає, що цей епізод був згаданий у п'яти київських газетах: три з них вважають автогом, а дві — голом Гончаренка. Якщо вважати правильною другу версію, то Макар Гончаренко є автором першого покера в історії чемпіонатів СРСР. Через два дні московські «армійці» зіграли внчию з одеським «Динамо» (2:2). Голи у господарів забивали Михайло Орєхов і Григорій Федотов або на рахунку Федотова дубль. За підсумками сезону з трьох форвардів до списку 55 кращих футболістів потрапив лише Федотов.
Наступного сезону Григорій Федотов встановив рекорд для чемпіонатів 30-х років — 21 забитий м'яч. В першості 1941 року команди встигли провести до 22 червня по 8-12 матчів. Найкращий результат у «спартаківця» Олексія Соколова (8 голів). Після вторгнення німецьких військ всі спортивні змагання перестали проводитися.
У першому повоєнному чемпіонаті Всеволод Бобров забивав у середньому більше 1 гола за матч 24 в 21). Важка травма наступного сезону не дала повністю реалізівати свій потенціал цьому форварду. Наприкінці 40-х років почала зростати кількість команд в елітному дивізіоні. Більша кількість матчів сприяла збільшенню результативності: три роки поспіль встановлювали нові рекорди. З4 голи, забиті Микитою Симоняном у 1950 році, стали найкращим досягненням протягом 35 років. 1952 року збірна СРСР дебютувала на Олімпійських іграх. Для кращої підготовки до цього турніру провели швидкоплинний чемпіонат в одне коло. Лідером серед бомбардирів став капітан київського «Динамо» Андрій Зазроєв.
З 1958 року газета «Труд» вручає приз найкращому бомбардиру першості Радянського Союзу. Першим лауреатом став «спартаківець» Анатолій Ільїн. Через два роки була значно збільшена кількість команд першої групи (з 12 до 22). Сам турнір проводили у два етапи. До завершення першості редакція газети не визначила чітких критеріїв для лауреата.
Спочатку нагородили призом найрезультативнішого гравця фінальної групи за 1-6 місця Геннадія Гусарова, який забив на цьому етапі 6 голів. Через місяць вручили дублікат призу тбілісцю Зауру Калоєву, який показав найкращий результат протягом всього турніру — 20 голів (у Гусарова — 12).
Подібна історія повторилася в 1962 році. По 16 голів забили і отримали приз Едуард Маркаров і Юрій Севідов. Їх команди на другому етапі входили до «сильнішої групи». Такий же результат у «слабшій групі» показав Борис Казаков з Куйбишева, а у мінчанина Михайла Мустигіна — 17 забитих м'ячів. У сезоні 1963 року ростовський «армієць» Олег Копаєв найближче наблизився до рекорда Симоняна — 27 голів.
Типовою для 60-х років була ситуація, коли деякі з претендентів на звання «Кращого бомбардира» значно збільшували свій доробок в останніх матчах змагання. У чотирьох заключних турах сезону-1965 Олег Копаєв забив 5 голів і на один пункт обійшов Едуарда Малофєєва. Останній на цьому відрізку відзначився трьома влучними пострілами.
За приз «Труда» в 1966 році боролися Анатолій Бишовець і Ілля Датунашвілі. В останньому турі їх команди грали проти клубів зі своїх республік: з одеським СКА і кутаїським «Торпедо». Бишовець у другому таймі замінив Йожефа Сабо і не поліпшив свій доробок. У Кутаїсі матч завершився внічию 3:3, а Датунашвілі зробив хет-трик і став переможцем у змаганні бомбардирів.
Протягом першості 1968 року лідирували «торпедівець» Едуард Стрельцов і Берадор Абдураїмов з «Пахтакора». На фініші до них приєднався тбілісець Гоча Гавашелі, завдяки п'яти голам у передостанньому турі. Перед заключними матчами тріо мало ро 20 забитих м'ячів. 16 листопада у Тбілісі «Динамо» зіграло внічию з «Торпедо» (2:2). Гавашелі зробив дубль, одним голом відзначився Стрельцов, а «Торпедо» здобуло бронзові медалі. Наступного дня «Пахтакор» зіграв внічию з московським «Спартаком» (2:2). Абдураїмов зробив дубль і розділив з грузином перше місце.

Станом на 29 жовтня 1969 року «спартаківець» Микола Осянін мав 14 голів, Володимир Проскурін з ростовського СКА і Джемал Херхадзе з кутаїського «Торпедо» — по 13. Наступного дня Осянін забиває єдиний м'яч у матчі з київським «Динамо», а його конкуренти грають один проти одного. Гра «Торпедо» — СКА завершується внічию 3:3, а авторами всіх голів стали Херхедзе і Проскурін. Завдяки хет-трикам вони на один пункт випереджають москвича. На матчі був присутній відповідальний секретар тижневика «Футбол-Хоккей»., який написав:
|                                                   | Весь матч били по воротах лише ці двоє [Проскурін і Херхадзе]. Більше ніхто. Залишалося тільки гадати, скільки м'ячів вони заб'ють при символічній протидії захисту суперників. Я думаю, що по чотири виглядало б занадто сенсаційно, а по два могло б не вистачити. Зійшлися на трьох... |
| — «Футбол-Хоккей» № 45 від 9 листопада 1969 року. | |

Але «Спартак» мав у запасі два перенесені поєдинки проти ЦСКА. Осянін забив ще один гол і все тріо фінішувало з однаковим показником. Після тривалих роздумів, редколегія газети «Труд» нагородила призом лише Осяніна з аргументацією, що він виступав за збірну СРСР, його клуб став чемпіоном країни, а сам Осянін провів понад 250 ігор у першості.

Через два роки Едуард Маркаров з «Арарата» забиває в двох останніх турах три голи і завершує турнір з 14 м'ячами. Мінське «Динамо» має щн повести дві перенесені гри, проти ростовського СКА і московського «Торпедо». Вони закінчилося з однаковим рахунком 3:3, а лідер нападу білорусів відзначився п'ятьма голами і довів свій доробок до 16 пунктів. Спортивний журналіст і колишній воротар Олексій Леонтьєв назвав матчі мінчан проти СКА і «Торпедо» «грою у піддавки».

У 70-ті роки лідером серед бомбардирів був Олег Блохін, який п'ять разів ставав найрезультативнішим гравцем. Він забивав відносно не багато, але й особливо не відчував конкуренції. 1979 року на перше місце вийшов Віталій Старіхін з «Шахтаря», який за турнір забив 26 голів. Його відзначали насамперед, за вміння забивати головою. За підсумками сезону його визнали найкращим футболістом СРСР. В наступні роки гарну результативність показали тбілісець Рамаз Шенгелія і Андрій Якубик з «Пахтакора».
На фініші 1984 року футболіст «Дніпра» Олег Протасов поступився в суперечці бомбардирів «армійцю» Сергію Андрєєву, а наступного сезону перевершив рекорд Симоняна — 35 голів. Після перших шістнадцяти ігор він забив 7 голів, а в наступних сімнадцяти — 28. У тому числі в дев'яти останніх матчах — 18. За підсумками сезону 1985/1986 Олег Протасов показав другий результат серед європейський бомбардирів і отримав «Срібний бутс». В наступні роки він двічі очолював список бомбардирів чемпіонату СРСР, але при цьому показував меншу результативність.

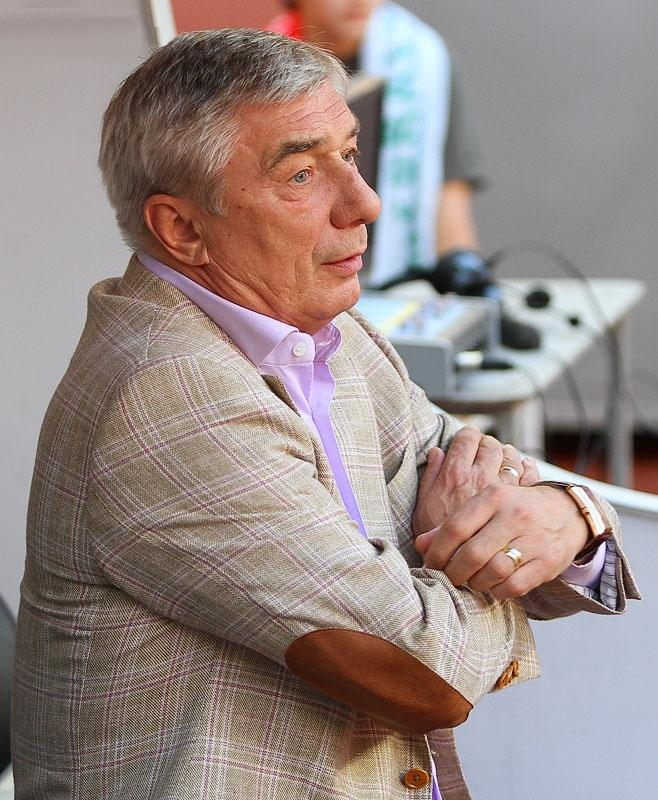
Георгій Ярцев (2011)

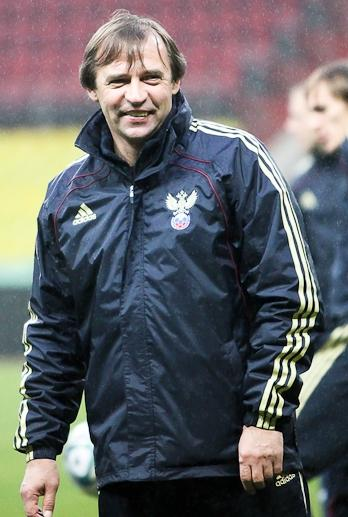
Олександр Бородюк (2011)

Олег Блохін вигравав цей титул п'ять разів. В 1958 році московська газета «Труд» заснувала приз для найкращого бомбардира чемпіонату СРСР.
| Сезон   | Футболіст            | Голи | Матчі | Клуб                          |
| ------- | -------------------- | ---- | ----- | ----------------------------- |
| 1936(в) | Михайло Семичастний  | 6    | 6     | «Динамо» (Москва)             |
| 1936(о) | Георгій Глазков      | 7    | 7     | «Спартак» (Москва)            |
| 1937    | Василь Смирнов       | 8    | 14    | «Динамо» (Москва)             |
| 1937    | Борис Пайчадзе       | 8    | 16    | «Динамо» (Тбілісі)            |
| 1937    | Леонід Румянцев      | 8    | 16    | «Спартак» (Москва)            |
| 1938    | Макар Гончаренко     | 20   |       | «Динамо» (Київ)               |
| 1939    | Григорій Федотов     | 21   | 26    | ЦБЧА (Москва)                 |
| 1940    | Сергій Соловйов      | 21   | 24    | «Динамо» (Москва)             |
| 1940    | Григорій Федотов     | 21   | 21    | ЦБЧА (Москва)                 |
| 1945    | Всеволод Бобров      | 24   | 21    | ЦБЧА (Москва)                 |
| 1946    | Олександр Пономарьов | 18   |       | «Торпедо» (Москва)            |
| 1947    | Всеволод Бобров      | 14   | 19    | ЦБЧА (Москва)                 |
| 1947    | Валентин Ніколаєв    | 14   | 24    | ЦБЧА (Москва)                 |
| 1947    | Сергій Соловйов      | 14   |       | «Динамо» (Москва)             |
| 1948    | Сергій Соловйов      | 25   | 28    | «Динамо» (Москва)             |
| 1949    | Микита Симонян       | 26   | 32    | «Спартак» (Москва)            |
| 1950    | Микита Симонян       | 34   | 36    | «Спартак» (Москва)            |
| 1951    | Автанділ Гогоберідзе | 16   | 21    | «Динамо» (Тбілісі)            |
| 1952    | Андрій Зазроєв       | 11   | 12    | «Динамо» (Київ)               |
| 1953    | Микита Симонян       | 14   | 18    | «Спартак» (Москва)            |
| 1953    | Автанділ Гогоберідзе | 14   | 22    | «Динамо» (Тбілісі)            |
| 1954    | Анатолій Ільїн       | 11   | 24    | «Спартак» (Москва)            |
| 1954    | Володимир Ільїн      | 11   | 24    | «Динамо» (Москва)             |
| 1954    | Антонін Сочнєв       | 11   | 24    | «Трудові резерви» (Ленінград) |
| 1955    | Едуард Стрєльцов     | 15   | 22    | «Торпедо» (Москва)            |
| 1956    | Василь Бузунов       | 17   | 22    | ОБО (Свердловськ)             |
| 1957    | Василь Бузунов       | 16   | 20    | ЦСК МО (Москва)               |
| 1958    | Анатолій Ільїн       | 19   | 22    | «Спартак» (Москва)            |
| 1959    | Заур Калоєв          | 16   | 22    | «Динамо» (Тбілісі)            |
| 1960    | Заур Калоєв          | 20   | 23    | «Динамо» (Тбілісі)            |
| 1961    | Геннадій Гусаров     | 22   | 29    | «Торпедо» (Москва)            |
| 1962    | Михайло Мустигін     | 17   | 26    | «Динамо» (Мінськ)             |
| 1963    | Олег Копаєв          | 27   |       | СКА (Ростов-на-Дону)          |
| 1964    | Володимир Федотов    | 16   |       | ЦСКА (Москва)                 |
| 1965    | Олег Копаєв          | 18   |       | СКА (Ростов-на-Дону)          |
| 1966    | Ілля Датунашвілі     | 20   |       | «Динамо» (Тбілісі)            |
| 1967    | Михайло Мустигін     | 19   | 29    | «Динамо» (Мінськ)             |
| 1968    | Георгій Гавашелі     | 22   |       | «Динамо» (Тбілісі)            |
| 1968    | Берадор Абдураїмов   | 22   |       | «Пахтакор» (Ташкент)          |
| 1969    | Володимир Проскурін  | 16   |       | СКА (Ростов-на-Дону)          |
| 1969    | Микола Осянін        | 16   |       | «Спартак» (Москва)            |
| 1969    | Джемал Херхадзе      | 16   |       | «Торпедо» (Кутаїсі)           |
| 1970    | Гіві Нодія           | 17   |       | «Динамо» (Тбілісі)            |
| 1971    | Едуард Малофєєв      | 16   |       | «Динамо» (Мінськ)             |
| 1972    | Олег Блохін          | 14   | 27    | «Динамо» (Київ)               |
| 1973    | Олег Блохін          | 18   | 29    | «Динамо» (Київ)               |
| 1974    | Олег Блохін          | 20   | 29    | «Динамо» (Київ)               |
| 1975    | Олег Блохін          | 18   | 28    | «Динамо» (Київ)               |
| 1976(в) | Аркадій Андріасян    | 8    |       | «Арарат» (Єреван)             |
| 1976(о) | Олександр Маркін     | 13   |       | «Зеніт» (Ленінград)           |
| 1977    | Олег Блохін          | 17   | 29    | «Динамо» (Київ)               |
| 1978    | Георгій Ярцев        | 19   |       | «Спартак» (Москва)            |
| 1979    | Віталій Старухін     | 26   |       | «Шахтар» (Донецьк)            |
| 1980    | Сергій Андрєєв       | 20   |       | СКА (Ростов-на-Дону)          |
| 1981    | Рамаз Шенгелія       | 23   | 31    | «Динамо» (Тбілісі)            |
| 1982    | Андрій Якубик        | 23   | 31    | «Пахтакор» (Ташкент)          |
| 1983    | Юрій Гаврилов        | 18   | 34    | «Спартак» (Москва)            |
| 1984    | Сергій Андрєєв       | 19   | 34    | СКА (Ростов-на-Дону)          |
| 1985    | Олег Протасов        | 35   | 33    | «Дніпро» (Дніпропетровськ)    |
| 1986    | Олександр Бородюк    | 21   | 28    | «Динамо» (Москва)             |
| 1987    | Олег Протасов        | 18   | 30    | «Дніпро» (Дніпропетровськ)    |
| 1988    | Олександр Бородюк    | 16   | 29    | «Динамо» (Москва)             |
| 1988    | Євген Шахов          | 16   | 28    | «Дніпро» (Дніпропетровськ)    |
| 1989    | Сергій Родіонов      | 16   | 28    | «Спартак» (Москва)            |
| 1990    | Олег Протасов        | 12   | 16    | «Динамо» (Київ)               |
| 1990    | Валерій Шмаров       | 12   | 23    | «Спартак» (Москва)            |
| 1991    | Ігор Коливанов       | 18   | 27    | «Динамо» (Москва)             |

Найбільша результативність в одному сезоні:
| № | Футболіст            | Голи | Матчі | Сезон | Клуб                       | Примітки |
| - | -------------------- | ---- | ----- | ----- | -------------------------- | -------- |
| 1 | Олег Протасов        | 35   | 33    | 1985  | «Дніпро» (Дніпропетровськ) |          |
| 2 | Микита Симонян       | 34   | 36    | 1950  | «Спартак» (Москва)         |          |
| 3 | Олег Копаєв          | 27   | 36    | 1963  | СКА (Ростов-на-Дону)       |          |
| 4 | Микита Симонян       | 26   | 32    | 1949  | «Спартак» (Москва)         |          |
| 5 | Віталій Старухін     | 26   | 32    | 1979  | «Шахтар» (Донецьк)         |          |
| 6 | Сергій Соловйов      | 25   | 26    | 1949  | «Динамо» (Москва)          |          |
| 7 | Автанділ Гогоберідзе | 25   | 35    | 1950  | «Динамо» (Тбілісі)         | [ 21 ]   |
| 8 | Всеволод Бобров      | 24   | 21    | 1945  | ЦБЧА (Москва)              |          |

- По 23 голи забивали Всеволод Бобров (ЦБЧА, 1948), Іван Конов («Динамо» Москва, 1949), Олександр Пономарьов («Торпедо» Москва, 1949), Борис Чучелов («Динамо» Ленінград, 1950), Рамаз Шенгелія («Динамо» Тбілісі, 1981) і Андрій Якубик («Пахтакор», 1982)[21][22][23].

## За один матч
16 червня 1938 року гравець ленінградського «Спартака» Євген Шелагін забив у ворота московського «Буревісника» 5 голів. Водій-механік Шелагін згорів у танку поблизу міста Міллерово Ростовської області 31 грудня 1942 року, а після війни про його досягнення забули. Статус-кво був відновлений 1966 року, після листа Ольги Василівни Шелагіної до футбольного статистика Костянтина Єсеніна. Поштовхом до звернення стали п'ять голів Іллі Датунашвілі. Свою п'ятірку тбіліський динамівець забив «Арарату» у другому таймі за 28 хвилин. Всього по п'ять голів в одній грі чемпіонату СРСР забивали шість гравців. 1990 року Валерій Масалітін мав шанс перевершити рекорд з одинадцятиметрового, але його виконав штатний пенельтист ЦСКА Дмитро Кузнецов. Наступного сезону Валерій Газзаєв замінив Ігоря Коливанова відразу після п'ятого забитого м'яча. За попередні 11 хвилин Коливанов відзначився хет-триком, а до фінального свистка залишалося 5 хвилин.
| № | Футболіст         | Дата       | Команда               | Рахунок | Суперник               | Примітки |
| - | ----------------- | ---------- | --------------------- | ------- | ---------------------- | -------- |
| 1 | Євген Шелагін     | 16.06.1938 | «Спартак» (Ленінград) | 6:0     | «Буревісник» (Москва)  | [ 26 ]   |
| 2 | Ілля Датунашвілі  | 22.09.1966 | «Динамо» (Тбілісі)    | 5:0     | «Арарат»               | [ 27 ]   |
| 3 | Георгій Гавашелі  | 12.11.1968 | «Динамо» (Тбілісі)    | 7:2     | «Крила Рад» (Куйбишев) | [ 28 ]   |
| 4 | Микола Васильєв   | 06.11.1979 | «Торпедо» (Москва)    | 6:2     | «Пахтакор»             | [ 29 ]   |
| 5 | Валерій Масалітін | 06.09.1990 | ЦСКА (Москва)         | 7:0     | «Ротор»                | [ 30 ]   |
| 6 | Ігор Коливанов    | 05.10.1991 | «Динамо» (Москва)     | 6:2     | «Дніпро»               | [ 31 ]   |

- Ймовірно, що 27 червня 1940 року п'ять голів забив Сергій Капелькін в аннульованому матчі ЦБЧА (Москва) — «Локомотив» (Тбілісі), у якому господарі здобули перемогу з рахунком 6:2[32][33].

Центрфорвард ЦБЧА Григорій Федотов протягом ігрової кар'єри зробив десять хет-триків і два покери. Нападник «Металурга» Сергій Капелькін забивав хет-трики у трьох поспіль матчах першості 1938 року: 20 серпня — київському «Динамо» (3:2), 28 серпня — московському «Буревіснику» (8:1) і 8 вересня — одеському «Динамо» (6:2). Список найкращих гравців, які протягом кар'єри забивали за матч три і більше голів виглядає наступним чином:
| №  | Футболіст            | Матчі | Голи | Перший матч | Останній матч | Клуби                                   | Примітки |
| -- | -------------------- | ----- | ---- | ----------- | ------------- | --------------------------------------- | -------- |
| 1  | Григорій Федотов     | 12    | 38   | 26.10.1938  | 11.06.1949    | ЦБЧА (Москва)                           |          |
| 2  | Олександр Пономарьов | 10    | 30   | 30.07.1938  | 26.08.1951    | «Трактор», «Торпедо» (Москва), «Шахтар» |          |
| 3  | Микита Симонян       | 9     | 28   | 29.07.1949  | 28.06.1957    | «Спартак» (Москва)                      |          |
| 4  | Олег Протасов        | 8     | 25   | 05.07.1983  | 12.07.1990    | «Дніпро», «Динамо» (Київ)               |          |
| 5  | Борис Пайчадзе       | 8     | 24   | 24.09.1937  | 18.06.1950    | «Динамо» (Тбілісі)                      |          |
| 6  | Сергій Соловйов      | 7     | 22   | 29.05.1940  | 24.07.1950    | «Динамо» (Москва)                       |          |
| 7  | Всеволод Бобров      | 6     | 19   | 22.08.1945  | 07.08.1949    | ЦБЧА (Москва)                           |          |
| 8  | Олег Блохін          | 6     | 19   | 09.07.1974  | 31.08.1985    | «Динамо» (Київ)                         |          |
| 9  | Андрій Зазроєв       | 6     | 18   | 02.06.1948  | 30.08.1955    | «Динамо» (Тбілісі), «Динамо» (Київ)     |          |
| 10 | Олексій Мамикін      | 6     | 18   | 30.08.1957  | 14.07.1961    | «Динамо» (Москва), ЦСКА (Москва)        |          |

## Сумарні показники

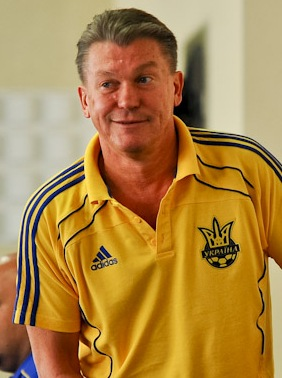
Олег Блохін (2011)

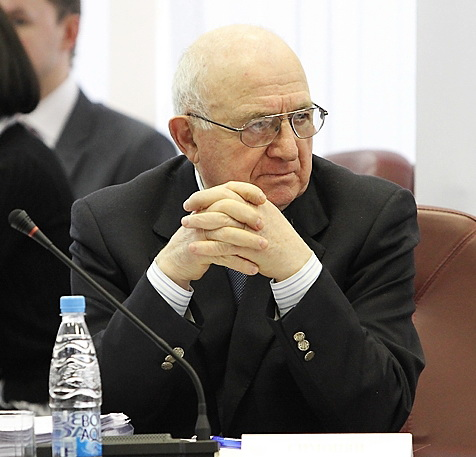
Микита Симонян (2011)

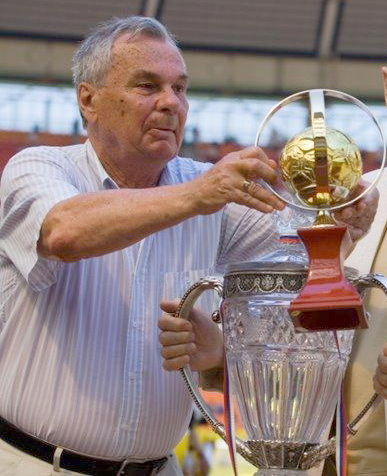
Валентин Іванов (2007)

Список 100 найрезультативніших гравців в історії чемпіонату СРСР.
| №    | Футболіст             | Голи | Матчі | Роки виступів | Клуби | Примітки             |
| ---- | --------------------- | ---- | ----- | ------------- | --- | -------------------- |
| 1    | Олег Блохін           | 211  | 432   | 1969–1987     | «Динамо» (Київ)                                                                                           | [ 37 ] [ 38 ] [ 39 ] |
| 2    | Олександр Пономарьов  | 152  | 249   | 1938–1952     | «Трактор» (Сталінград), «Торпедо» (Москва), «Шахтар» (Сталіно)                                            | [ 40 ] [ 41 ] [ 42 ] |
| 3    | Микита Симонян        | 144  | 267   | 1946–1959     | «Крила Рад» (Москва), «Спартак» (Москва)                                                                  | [ 43 ]               |
| 4    | Сергій Соловйов       | 144  | 226   | 1939–1952     | «Динамо» (Ленінград), «Динамо» (Москва)                                                                   | [ 44 ] [ 45 ] [ 46 ] |
| 5    | Григорій Федотов      | 132  | 169   | 1937–1949     | «Металург» (Москва), ЦБЧА (Москва)                                                                        | [ 47 ] [ 48 ]        |
| 6    | Едуард Маркаров       | 129  | 370   | 1961–1975     | «Нафтовик» (Баку), «Арарат» (Єреван)                                                                      | [ 49 ]               |
| 7    | Автанділ Гогоберідзе  | 128  | 341   | 1945–1961     | «Динамо» (Тбілісі)                                                                                        | [ 50 ]               |
| 8    | Валентин Іванов       | 125  | 287   | 1952–1966     | «Торпедо» (Москва)                                                                                        | [ 51 ]               |
| 9    | Олег Протасов         | 125  | 216   | 1982–1990     | «Дніпро» (Дніпропетровськ), «Динамо» (Київ)                                                               | [ 52 ] [ 53 ]        |
| 10   | Рамаз Шенгелія        | 120  | 283   | 1977–1988     | «Динамо» (Тбілісі)                                                                                        | [ 54 ]               |
| 11   | Олег Копаєв           | 119  | 257   | 1959–1968     | СКА (Ростов-на-Дону)                                                                                      | [ 55 ]               |
| 12   | Сергій Родіонов       | 119  | 279   | 1979–1990     | «Спартак» (Москва)                                                                                        | [ 56 ]               |
| 13   | Заур Калоєв           | 117  | 226   | 1953–1964     | «Динамо» (Тбілісі), «Локомотив» (Москва)                                                                  | [ 57 ]               |
| 14   | Галімзян Хусаїнов     | 115  | 411   | 1957–1973     | «Крила Рад» (Куйбишев), «Спартак» (Москва)                                                                | [ 58 ]               |
| 15   | Борис Пайчадзе        | 106  | 191   | 1936–1951     | «Динамо» (Тбілісі)                                                                                        | [ 59 ] [ 60 ] [ 61 ] |
| 16   | Костянтин Бєсков      | 106  | 231   | 1937–1954     | «Металург» (Москва), «Динамо» (Москва)                                                                    | [ 62 ]               |
| 17   | Віктор Ворошилов      | 106  | 304   | 1948–1962     | «Крила Рад» (Куйбишев), «Локомотив» (Москва)                                                              | [ 63 ]               |
| 18   | Андрій Якубик         | 105  | 301   | 1968–1974     | «Динамо» (Москва), «Пахтакор» (Ташкент)                                                                   | [ 64 ]               |
| 19   | Геннадій Красницький  | 102  | 245   | 1960–1970     | «Пахтакор» (Ташкент)                                                                                      | [ 65 ]               |
| 20   | Борис Казаков         | 101  | 252   | 1960–1971     | «Крила Рад» (Куйбишев), ЦСКА (Москва)                                                                     | [ 66 ]               |
| 21   | Сергій Сальников      | 101  | 333   | 1945–1960     | «Зеніт» (Ленінград), «Спартак» (Москва), «Динамо» (Москва)                                                | [ 67 ]               |
| 22   | Едуард Малофєєв       | 100  | 254   | 1961–1974     | «Спартак» (Москва), «Динамо» (Мінськ)                                                                     | [ 68 ]               |
| 23   | Едуард Стрєльцов      | 100  | 222   | 1954–1970     | «Торпедо» (Москва)                                                                                        | [ 69 ]               |
| 24   | Всеволод Бобров       | 97   | 115   | 1945–1953     | ЦБЧА (Москва), ВПС (Москва), «Спартак» (Москва)                                                           | [ 70 ]               |
| 25   | Берадор Абдураїмов    | 96   | 340   | 1960–1974     | «Пахтакор» (Ташкент), ЦСКА (Москва)                                                                       | [ 71 ] [ 72 ]        |
| 26   | Гіві Нодія            | 93   | 314   | 1965–1978     | «Торпедо» (Кутаїсі), «Динамо» (Тбілісі), «Локомотив» (Москва)                                             | [ 73 ]               |
| 27   | Хорен Оганесян        | 93   | 305   | 1975–1991     | «Арарат» (Єреван)                                                                                         | [ 74 ] [ 75 ]        |
| 28   | Георгій Кондратьєв    | 93   | 284   | 1980–1991     | «Динамо» (Мінськ), «Чорноморець» (Одеса), «Локомотив» (Москва)                                            | [ 76 ]               |
| 29   | Володимир Федотов     | 92   | 382   | 1960–1975     | ЦСКА (Москва)                                                                                             | [ 77 ]               |
| 30   | Микола Дементьєв      | 91   | 267   | 1937–1954     | «Динамо» (Ленінград), «Динамо» (Москва), «Спартак» (Москва)                                               | [ 78 ] [ 79 ]        |
| 31   | Геннадій Гусаров      | 91   | 248   | 1957–1968     | «Торпедо» (Москва), «Динамо» (Москва), «Дніпро» (Дніпропетровськ)                                         | [ 80 ]               |
| 32   | Юрій Гаврилов         | 91   | 318   | 1974–1986     | «Динамо» (Москва), «Спартак» (Москва)                                                                     | [ 81 ]               |
| 33   | Олексій Гринін        | 89   | 254   | 1938–1953     | «Динамо» (Москва), ЦБРА (Москва)                                                                          | [ 82 ] [ 83 ] [ 84 ] |
| 34   | Валерій Газзаєв       | 89   | 283   | 1976–1986     | «Локомотив» (Москва), «Динамо» (Москва), «Динамо» (Тбілісі)                                               | [ 85 ]               |
| 35   | Федір Черенков        | 89   | 366   | 1977–1991     | «Спартак» (Москва)                                                                                        | [ 86 ]               |
| 36   | Михайло Мустигін      | 88   | 248   | 1959–1968     | «Динамо» (Мінськ)                                                                                         | [ 87 ] [ 88 ]        |
| 37   | Віктор Каневський     | 88   | 219   | 1955–1966     | «Динамо» (Київ), «Чорноморець» (Одеса)                                                                    | [ 89 ]               |
| 38   | Михайло Соколовський  | 87   | 400   | 1974–1987     | «Шахтар» (Донецьк)                                                                                        | [ 90 ]               |
| 39   | Володимир Дьомін      | 86   | 194   | 1939–1954     | «Спартак» (Москва), ЦБРА (Москва), МВО (Москва)                                                           | [ 91 ]               |
| 40   | Василь Карцев         | 86   | 126   | 1939–1951     | «Локомотив» (Москва), «Динамо» (Москва)                                                                   | [ 92 ]               |
| 41   | Анатолій Ільїн        | 84   | 227   | 1949–1962     | «Спартак» (Москва)                                                                                        | [ 93 ]               |
| 42   | Слава Метревелі       | 84   | 375   | 1956–1971     | «Торпедо» (Москва), «Динамо» (Тбілісі)                                                                    | [ 94 ] [ 95 ]        |
| 43   | Віталій Старухін      | 84   | 217   | 1973–1981     | «Шахтар» (Донецьк)                                                                                        | [ 96 ]               |
| 44   | Валентин Ніколаєв     | 83   | 200   | 1940–1953     | ЦБРА (Москва), МВО (Москва)                                                                               | [ 97 ]               |
| 45   | Сергій Андрєєв        | 82   | 261   | 1974–1984     | «Зоря» (Ворошиловоград), СКА (Ростов-на-Дону)                                                             | [ 98 ]               |
| 46   | Віктор Соколов        | 81   | 146   | 1954–1963     | «Локомотив» (Москва)                                                                                      | [ 99 ]               |
| 47   | Анатолій Банішевський | 81   | 212   | 1964–1978     | «Нефтчі» (Баку)                                                                                           | [ 100 ]              |
| 48   | Юрій Чесноков         | 80   | 281   | 1972–1983     | «Локомотив» (Москва), ЦСКА (Москва)                                                                       | [ 101 ]              |
| 49   | Сергій Коршунов       | 78   | 219   | 1946–1957     | «Крила Рад» (Москва), «Динамо» (Москва), ЦБЧА (Москва), ВПС (Москва), «Спартак» (Москва), «Динамо» (Київ) | [ 102 ]              |
| 50   | Лев Бурчалкін         | 78   | 402   | 1957–1972     | «Зеніт» (Ленінград)                                                                                       | [ 103 ]              |
| 51   | Володимир Казачонок   | 78   | 254   | 1971–1983     | «Зеніт» (Ленінград), «Динамо» (Москва)                                                                    | [ 104 ]              |
| 52   | Давид Кіпіані         | 78   | 245   | 1971–1982     | «Динамо» (Тбілісі)                                                                                        | [ 105 ]              |
| 53   | Володимир Полікарпов  | 76   | 342   | 1961–1974     | ЦСКА (Москва)                                                                                             | [ 104 ]              |
| 54   | Іван Конов            | 73   | 146   | 1945–1952     | «Спартак» (Москва), «Динамо» (Москва)                                                                     | [ 104 ]              |
| 55   | Василь Лотков         | 72   | 256   | 1936–1951     | «Червона зоря» (Ленінград), «Динамо» (Ленінград)                                                          | [ 104 ] [ 106 ]      |
| 56   | Юрій Фалін            | 72   | 246   | 1955–1968     | «Торпедо» (Москва), «Спартак» (Москва), «Кайрат» (Алма-Ата)                                               | [ 104 ]              |
| 57   | Володимир Козлов      | 72   | 215   | 1966–1976     | «Локомотив» (Москва), «Динамо» (Москва)                                                                   | [ 104 ]              |
| 58   | Володимир Клементьєв  | 72   | 293   | 1976–1988     | «Зеніт» (Ленінград)                                                                                       | [ 107 ]              |
| 59   | Валерій Лобановський  | 71   | 253   | 1959–1968     | «Динамо» (Київ), «Чорноморець» (Одеса), «Шахтар» (Донецьк)                                                | [ 108 ]              |
| 60   | Микола Осянін         | 71   | 402   | 1962–1976     | «Крила Рад» (Куйбишев), «Спартак» (Москва), «Кайрат» (Алма-Ата)                                           | [ 109 ]              |
| 61   | Борис Копєйкін        | 71   | 223   | 1969–1977     | ЦСКА (Москва)                                                                                             | [ 104 ]              |
| 62   | Геннадій Матвєєв      | 70   | 226   | 1959–1968     | СКА (Ростов-на-Дону)                                                                                      | [ 104 ]              |
| 63   | Віктор Серебряніков   | 70   | 299   | 1959–1971     | «Динамо» (Київ)                                                                                           | [ 110 ]              |
| 64   | Олег Базилевич        | 69   | 228   | 1957–1968     | «Динамо» (Київ), «Чорноморець» (Одеса), «Шахтар» (Донецьк)                                                | [ 111 ]              |
| 65   | Андрій Біба           | 69   | 234   | 1957–1968     | «Динамо» (Київ)                                                                                           | [ 112 ]              |
| 66   | Валерій Петраков      | 69   | 229   | 1977–1985     | «Локомотив» (Москва), «Торпедо» (Москва)                                                                  | [ 113 ]              |
| 67   | Євстахій Пехлеваніді  | 69   | 226   | 1980–1988     | «Кайрат» (Алма-Ата)                                                                                       | [ 114 ]              |
| 68   | Юрій Желудков         | 69   | 202   | 1980–1989     | «Зеніт» (Ленінград)                                                                                       | [ 115 ]              |
| 69   | Василь Трофімов       | 68   | 216   | 1939–1953     | «Динамо» (Москва)                                                                                         | [ 116 ]              |
| 70   | Ігор Численко         | 68   | 229   | 1959–1969     | «Динамо» (Москва)                                                                                         | [ 117 ]              |
| 71   | Гайоз Джеджелава      | 67   | 145   | 1937–1948     | «Динамо» (Тбілісі)                                                                                        | [ 118 ]              |
| 72   | Володимир Баркая      | 67   | 226   | 1957–1967     | «Динамо» (Тбілісі)                                                                                        | [ 118 ]              |
| 73   | Валентин Бубукін      | 67   | 254   | 1953–1965     | «Локомотив» (Москва), ЦСКА (Москва)                                                                       | [ 119 ]              |
| 74   | Микола Казарян        | 67   | 295   | 1966–1976     | «Арарат» (Єреван)                                                                                         | [ 104 ]              |
| 75   | Павло Віньковатов     | 66   | 218   | 1941–1955     | «Динамо» (Київ)                                                                                           | [ 104 ]              |
| 76.  | Шота Яманідзе         | 66   | 300   | 1954–1967     | «Динамо» (Тбілісі)                                                                                        | [ 120 ]              |
| 77.  | Ігор Пономарьов       | 66   | 260   | 1978–1988     | «Нефтчі» (Баку), ЦСКА (Москва)                                                                            | [ 121 ]              |
| 78.  | Віктор Грачов         | 66   | 293   | 1979–1990     | «Шахтар» (Донецьк), «Спартак» (Москва)                                                                    | [ 122 ]              |
| 79.  | Ігор Бєланов          | 65   | 237   | 1981–1989     | «Чорноморець» (Одеса), «Динамо» (Київ)                                                                    | [ 123 ]              |
| 80.  | Борис Чучелов         | 64   | 152   | 1939–1951     | «Електрик» (Ленінград), «Зеніт» (Ленінград), «Спартак» (Москва), «Динамо» (Ленінград)                     | [ 124 ]              |
| 81.  | Андрій Зазроєв        | 64   | 155   | 1948–1957     | «Динамо» (Тбілісі), «Динамо» (Київ)                                                                       | [ 125 ]              |
| 82.  | Андрій Рєдкоус        | 64   | 270   | 1975–1986     | «Зеніт» (Ленінград), «Торпедо» (Москва)                                                                   | [ 126 ]              |
| 83.  | Михайло Коман         | 63   | 169   | 1949–1959     | «Динамо» (Київ)                                                                                           | [ 127 ]              |
| 84.  | Олексій Парамонов     | 63   | 271   | 1947–1959     | ВПС (Москва), «Спартак» (Москва)                                                                          | [ 128 ]              |
| 85.  | Володимир Ільїн       | 63   | 156   | 1946–1957     | «Динамо» (Москва)                                                                                         | [ 128 ]              |
| 86.  | Машалла Ахмедов       | 63   | 254   | 1978–1988     | «Нефтчі» (Баку)                                                                                           | [ 129 ]              |
| 87.  | Леонід Буряк          | 63   | 377   | 1973–1988     | «Динамо» (Київ), «Торпедо» (Москва), «Металіст» (Харків)                                                  | [ 130 ] [ 131 ]      |
| 88.  | Володимир Савдунін    | 62   | 186   | 1945–1956     | «Динамо» (Москва)                                                                                         | [ 132 ]              |
| 89.  | Олександр Гулевський  | 62   | 209   | 1948–1957     | «Крила Рад» (Куйбишев), «Торпедо» (Москва), «Зеніт» (Ленінград)                                           | [ 133 ]              |
| 90.  | Віталій Хмельницький  | 62   | 289   | 1962–1972     | «Шахтар» (Донецьк), «Динамо» (Київ)                                                                       | [ 134 ]              |
| 91.  | Віктор Колотов        | 62   | 218   | 1971–1981     | «Динамо» (Київ)                                                                                           | [ 135 ]              |
| 92.  | Сергій Квочкін        | 61   | 213   | 1960–1969     | «Кайрат» (Алма-Ата)                                                                                       | [ 136 ]              |
| 93.  | Олександр Тарханов    | 61   | 248   | 1976–1984     | ЦСКА (Москва)                                                                                             | [ 137 ]              |
| 94.  | Аркадій Андріасян     | 61   | 242   | 1969–1978     | «Арарат» (Єреван)                                                                                         | [ 138 ]              |
| 95.  | Георгій Жарков        | 60   | 196   | 1939–1951     | «Торпедо» (Москва)                                                                                        | [ 139 ]              |
| 96.  | Юрій Тарасов          | 60   | 214   | 1983–1991     | «Металіст» (Харків)                                                                                       | [ 140 ]              |
| 97.  | Казбек Туаєв          | 59   | 289   | 1961–1971     | «Нефтчі», «Спартак» (Орджонікідзе)                                                                        | [ 141 ]              |
| 98.  | Вадим Євтушенко       | 59   | 244   | 1980–1988     | «Динамо» (Київ)                                                                                           | [ 142 ]              |
| 99.  | Петро Петров          | 58   | 157   | 1936–1949     | ЦБЧА (Москва), «Торпедо» (Москва)                                                                         | [ 143 ]              |
| 100. | Михайло Гершкович     | 58   | 308   | 1966–1979     | «Локомотив» (Москва), «Торпедо» (Москва), «Динамо» (Москва)                                               | [ 144 ]              |